# ايكوت أوزتورك
ايكوت أوزتورك (بالألمانية: Aykut Öztürk؛ بالتركية: Aykut Öztürk) هو لاعب كرة قدم ألماني وتركي في مركز الهجوم، ولد في 7 نوفمبر 1987 في Ehringshausen ‏ في ألمانيا. لعب مع سيفاسبور وفيهين فيسبادن وقونيا سبور وكارل زايس يينا ونادي ساندهاوزن ويان ريغينسبورغ.

## وصلات خارجية
- ايكوت أوزتورك على موقع اتحاد تركيا (لاعب) (الإنجليزية)
- ايكوت أوزتورك على موقع قاعدة بيانات كرة القدم.إي يو (الإنجليزية)
- ايكوت أوزتورك على موقع بيانات كرة القدم. دي إي (الألمانية)
- ايكوت أوزتورك على موقع Soccerway.com (الإنجليزية)
- ايكوت أوزتورك على موقع عالم كرة القدم.نت (الإنجليزية)